# Império do Guará
O Grêmio Recreativo e Escola de Samba Império do Guará (GRES Império do Guará) é uma escola de samba brasileira, sediada em Guará, no Distrito Federal.

## História
A origem da escola é o Bloco Processamba, formado por servidores do Serpro e extinto em 1988.
Em 26 de dezembro de 1988, às dezesseis horas, entre a QE 34/36, nasce da reunião das pessoas: Luis Carlos Nunes de Oliveira, Ronny Ferreira Soares,Charles Madson Corsino da Silva,  Everaldo Lucas da Silva, Mario Antonio de Oliveira Santos, Francisco Gouveia Pereira Júnior, Irani Marinho Oliveira, Rinaldo Marinho Oliveira, Itamar de Lima e Silva (falecido), Wilmar de Lima e Silva, Carlos Leite da Silva, Edvaldo Lucas da Silva, Wirlaeni Cácio de Sousa Santos, Mauro Magno da Silva Vale, George Tadeu Guterres Coelho, Nivaldo Lucas da Silva, Paulo Euzébio Carneiro e Maria Teresinha Ferreira o Grêmio Recreativo Bloco Carnavalesco Império do Cerrado, que, a exemplo das entidades sem estrutura, tinha como ponto forte os ensaios a céu aberto: praças e quadras públicas de sua comunidade.
Em 1989, com recursos próprios como determinava o regulamento da Associação dos Blocos e Escolas de Samba do Distrito Federal, para serem reconhecidas, apresentou-se pela primeira vez na avenida. Neste carnaval, conquistou a sexta colocação.
Em 1990, o Império do Cerrado, já como bloco carnavalesco reconhecido pela associação, obteve o quarto lugar.
Em 1991, o Império do Cerrado arrematou novamente a quarta colocação dos Blocos.
Em 1992, o Império do Cerrado obteve sua melhor colocação como bloco carnavalesco, terceiro lugar.
Em 1993, 1994 e 1995, não houve carnaval. Nesse ano, o Império do Cerrado, através duma política voltada para sua comunidade, Luis Carlos Nunes de Oliveira, presidente em exercício, com determinação dentro da Liga, transforma, com o apoio das demais entidades, o Império do Cerrado em Escola de Samba.
Em 1996, o Império do Cerrado concorrendo pela primeira vez como escola de samba junto com as tradicionais, obteve a terceira colocação e sinalizou para o próximo ano como uma grande promessa.
Em 1997, houve muito desentendimento e veio a complicar os trabalhos. O carnaval foi prejudicado, a escola ficou em sétimo lugar. Mesmo assim, o Império continuou seu caminho apesar das difamações em programa de rádio e das acusações sem fundamento por um grupo ridículo e oportunista. Tristeza!
Em 1998,  o Império do Cerrado se reabilitou conquistando a terceira colocação deixando para trás as rivais tradicionais do Carnaval Candango. Neste ano, contou com a participação decisiva de Luis Carlos, Frederico e Cácio.
Em 1999, o Império do Cerrado com o espaço coberto: Salão de Múltiplas Funções durante 20 dias para executar os trabalhos, obteve neste carnaval a sexta colocação com a mesma pontuação da Bola Preta de Sobradinho.
Em 2000, o Império do Cerrado cheio de problemas internos, desestabilizado, não saiu muito bem ficando em sexto lugar, atrás da Capela Imperial; sendo assim, o Império caiu para o segundo grupo das escolas de samba do DF.
Em 2001, o Império do Cerrado com o comando e a colaboração do Frederico, tendo inúmeros problemas com as desestabilizações, não se apresentou muito bem permanecendo no grupo 2.
Em 2002, o GRES Império do Guará, nome proposto pelo Frederico e aprovado na Assembleia Geral Ordinária de 2001,  fez uma bela apresentação sendo prejudicado pelo corpo de jurados, injustiçada a agremiação não merecia permanecer no 2º grupo. Com a mudança no regulamento foi feito justiça e o Império subiu para o grupo especial para o ano seguinte.
Em 2003, não teve desfile devido a desentendimento político entre a Secretaria de Cultura com a LIESB devido a questões políticas.
Em 2004, o Império foi muito prejudicado por questões internas e isso contribuiu para ser punido com 20 pontos por ter se apresentado com 2 (dois) carros alegóricos quando o regulamento exigia 3 (três), a agremiação desceu para o 2º grupo.
Em 2005, o Império participou do desfile do segundo grupo, obtendo a segunda colocação permanecendo no segundo grupo para o desfile de 2006.
Em 2006, foi campeão do Carnaval 2006, sendo que a Asa Norte ficou na segunda colocação com muito protesto.
Em 2007, O Império do Guará prometia como sempre. Desentendimentos, ego elevado devido a resultado do ano anterior levou a agremiação a uma apresentação muito abaixo do esperado. Os erros cometidos nesse ano, as sinalizações e insinuações contribuíram para que os fundadores resgatassem as origens.
Em 2008 a agremiação perdeu pontos em alegorias, fantasias e harmonia, obtendo o penúltimo lugar.
Em 2009, deixou de apresentar um carro alegórico devido a quebra antes do desfile.
Em 2010 o Império do Guará fez uma excelente apresentação, todas as agremiações naquele vieram muito bem. O Império obteve a segunda colocação e permanecendo no mesmo grupo.
Em 2011 novamente muito boa apresentação, segunda colocada e permanecendo no mesmo grupo.
Em 2012 repetindo os anos anteriores fez outra apresentação excelente, todas as agremiações naquele ano fizeram o mesmo, obteve sexta colocação.

## Segmentos

### Presidentes
| Nome                          | Mandato        | Ref. |
| ----------------------------- | -------------- | ---- |
| Luis Carlos Nunes de Oliveira | ? - atualidade |      |

### Diretores
| Ano  | Diretor de Carnaval      | Diretor de harmonia | Mestre de bateria       | Ref. |
| ---- | ------------------------ | ------------------- | ----------------------- | ---- |
| 2014 | Rinaldo Marinho Oliveira |                     | Everaldo Lucas da Silva |      |
| 2015 |                          |                     |                         |      |

### Coreógrafo
| Ano  | Nome                 | Ref. |
| ---- | -------------------- | ---- |
| 2014 | Sidney Waldo Picanço |      |
| 2015 |                      |      |

## Carnavais
| Ano  | Colocação   | Grupo     | Enredo                                                                                           | Carnavalesco | Ref.                 |       |
| ---- | ----------- | --------- | ------------------------------------------------------------------------------------------------ | ------------ | -------------------- | ----- |
| 2010 | Vice-campeã | Acesso II | Belém do açaí, do Tacacá e do Pato no Tucupi, terra de mil sabores, de mil cores e de mil festas |              | [ 3 ]                |       |
| 2011 | 3º lugar    | Acesso II | Guará, 40 anos uivando no DF                                                                     |              | [ 4 ]                |       |
| 2012 | 6º lugar    | Acesso I  | Escola de A a Z Compositores:Mário Santos, Potoka e Toninho. Intérprete:Alex Ribeiro             | [ 5 ]        |                      |       |
| 2013 | 3º lugar    | Acesso    | São Luís a Atenas Brasileira                                                                     |              | [ 6 ] [ 7 ]          |       |
| 2014 |             | Acesso    | A maravilhosa e delirante viagem ao encantador mundo das ilusões                                 |              | Comissão de Carnaval | [ 8 ] |